# Cricetulus
Cricetulus Milne-Edwards, 1867 è il genere della famiglia dei Cricetidi a cui appartengono le otto specie di cricetuli, conosciuti anche come criceti nani grigi o semplicemente criceti grigi. A causa della loro somiglianza esteriore con i ratti, in lingua inglese sono noti anche come Ratlike Hamsters («criceti-ratto»); ciò può creare una certa confusione, perché in italiano con il nome «criceto-ratto» viene chiamata un'altra specie, Tscherskia triton.

## Descrizione
Questi criceti hanno una lunghezza testa-corpo di 75-120 mm, ai quali vanno aggiunti altri 20-50 mm di coda. Il manto, abbastanza lungo, è generalmente di colore grigio sulle regioni superiori, talvolta con una sfumatura rossastra. Le regioni inferiori, le zampe e la coda sono di colore grigio chiaro o bianco. In alcune specie possono essere presenti anche altre zone di colore bianco, e C. barabensis presenta una striscia dorsale marrone scuro sul dorso, simile a quella del criceto russo. Tutte le specie hanno una corporatura robusta e zampe relativamente brevi. La testa è caratterizzata da muso smussato e grandi guance.

## Distribuzione e habitat
I cricetuli sono nativi dell'Eurasia: il loro areale si estende dall'Europa sud-orientale, attraverso gran parte dell'Asia centrale, al nord dell'Asia orientale. Il loro habitat è generalmente costituito da steppe aride e da regioni semidesertiche, ma sono presenti anche in regioni montuose, fino a 3600 m di altitudine.

## Biologia

### Comportamento
In primavera ed estate i cricetuli sono attivi sia di giorno che di notte, ma con l'approssimarsi dell'inverno divengono sempre più notturni. In inverno non ibernano in continuazione, ma si svegliano di tanto in tanto per consumare le provviste immagazzinate. Quando il clima si fa più rigido, il sonno si fa più pesante e gli intervalli tra un risveglio e l'altro si fanno più lunghi. Le dimore sono costituite da tane che loro stessi scavano nel terreno. Almeno in alcune specie le gallerie scendono quasi diritte fino a 1,2 m di profondità. Alcune tane hanno una singola entrata, ma altre ne hanno due o tre. Queste tane contengono camere per l'immagazzinamento delle provviste, camere-nido e camere per altri usi domestici.
I cricetuli sono roditori estremamente aggressivi. Quando si sentono minacciati si gettano sul dorso ed aprono la bocca, mettendo in mostra i formidabili incisivi. Esemplari in cattività di C. barabensis si sono dimostrati molto intolleranti verso i conspecifici. Le femmine in particolare sono piuttosto aggressive e sono dominanti nei confronti dei maschi.

### Alimentazione
La dieta consiste di giovani germogli e semi. In apparenza, sembrano prediligere semi di soia, piselli e semi di miglio. Le tasche guanciali sono così grandi da rendere un compito facile l'immagazzinamento anche di 35 kg di fagioli all'interno della tana. Un cricetulo venne catturato mentre trasportava nelle proprie tasche 42 semi di soia, e in questo caso la testa era divenuta così grossa da costituire un terzo del corpo. La dieta di C. migratorius è quasi completamente vegetariana, ma consuma ogni tanto anche alcuni insetti; esemplari in cattività hanno anche ucciso e divorato rane e gerboa.

### Riproduzione
In Armenia C. migratorius può riprodursi in ogni periodo dell'anno nel caso risieda entro abitazioni umane, dando alla luce 2-11 piccoli per nidiata. Tuttavia, il periodo della riproduzione ha una durata diversa da specie a specie, e a seconda delle condizioni climatiche può iniziare alla fine di febbraio e protrarsi fino a settembre-ottobre. Sulla base delle conoscenze attuali, la durata della gestazione oscilla, nelle singole specie, fra i 17-18 giorni e i 20-22 giorni. Le femmine partoriscono tre o quattro volte all'anno; in media nascono 5 o 6 piccoli, ma talvolta anche più di 10. Il numero dei piccoli che nascono ad ogni parto dipende anzitutto dalle disponibilità di cibo, ed è inoltre condizionato dall'andamento climatico. I piccoli raggiungono in genere le dimensioni dei genitori all'età di due mesi.

## Tassonomia
Il genere Cricetulus comprende otto specie:
- Cricetulus alticola Thomas, 1917 - cricetulo del Ladakh;
- Cricetulus barabensis (Pallas, 1773) - cricetulo della Dauria;
- Cricetulus kamensis (Satunin, 1903) - cricetulo del Kham;
- Cricetulus lama Bonhote, 1905 - cricetulo lama;
- Cricetulus longicaudatus (Milne-Edwards, 1867) - cricetulo dalla lunga coda;
- Cricetulus migratorius (Pallas, 1773) - cricetulo migratorio;
- Cricetulus sokolovi Orlov e Malygin, 1988 - cricetulo di Sokolov;
- Cricetulus tibetanus Thomas, 1922 - cricetulo del Tibet.